# Óxido de etileno
O óxido de etileno ou epóxi-etano é uma importante substância química gasosa inflamável e um líquido refrigerado com um fraco odor doce, além de ser o mais simples exemplo de epóxido. Devido à facilidade de abertura de seu anel de alta tensão angular, é um composto muito reativo, o que garante sua alta versatilidade como intermediário químico, como na produção de etilenoglicol e outros produtos químicos, assim como um esterilizante para alimentos e materiais de uso médico. Contudo, essa mesma característica também garante que seja relativamente tóxico e propenso a causar acidentes. 
Seu nome IUPAC é epoxietano. Outros nomes incluem oxirano e óxido de dimetileno.

## História
Óxido de etileno foi primeiro preparado em 1859 pelo químico francês Charles-Adolphe Wurtz, que o preparou pela reação de 2-cloroetanol com uma base. inicialmente produzido para pulverizar em produtos têxteis, drogas, livros e na agricultura como inseticida de ação ampla, enquanto na indústria do fumo, foi usado para reduzir o tempo de envelhecimento e o conteúdo de nicotina
. Ele adquiriu importância industrial durante a Primeira Guerra Mundial como um precursor para tanto o refrigerante etilenoglicol e a arma química gás mostarda. A partir de 1914, a produção industrial a partir do processo descoberto por Wurtz e, partir daí, tanto ela quanto sua importância cresceu. Em 1931, Theodore Lefort, outro químico francês, descobriu o principal para preparar óxido de etileno diretamente do etileno e oxigênio, usando prata como catalisador. Desde 1940, quase todo óxido de etileno produzido industrialmente tem sido feito usando este método.A partir de 1949, estabeleceu-se sua ação esporicida e as indústrias alimentícias começaram a usá-lo como agente esterilizante. Em 1962, começou a ser usado na esterilização de artigos médico-hospitalares termossensíveis ou hidrossensíveis.

## Produção
Industrialmente, óxido de etileno é produzido quando etileno (H2C=CH2) e oxigênio (O2) reagem sobre um catalisador de prata a 200–300 °C apresentando abundância de nanopartículas de Ag sobre alumina. Tipicamente, modificadores químicos tais como o cloro podem ser incluídos. Pressões usadas são na faixa de 1–2MPa. A equação química para esta reação é:
H2C=CH2 + ½ O2 → C2H4O
O rendimento típico para esta reação sob condições industriais é 70–80%. Na reação acima, um intermediário (oxametalaciclo) é formado. Duas diferentes marchas de reação pode então ocorrer.
Formação de óxido de etileno:
H2C=CH2 +  O → C2H4O
Formação de acetaldeído:
H2C=CH2 +  O → CH3CHO
O último caminho é o primeiro passo na completa combustão resultando em dióxido de carbono e água:
CH3CHO +5/2 O2 → 2CO2 + 2H2O
Óxido de etileno pode ser convenientemente produzido em laboratório pela ação de um hidróxido alcalino sobre etileno cloroidrina.
CH2OH−CH2Cl + OH− → C2H4O + Cl− + H2O
com etileno cloroidrina sendo preparado facilmente pela ação de ácido hipocloroso sobre etileno.
Diversos métodos para produzir óxido de etileno mais seletivos têm sido propostos, mas nenhum tem alcançado importância industrial.

## Usos
Quando numa mistura com N2, CO2 ou diclorofluormetano, é usado como como desinfetante, agente esterilizante e fumigante, penetrando pelos poros e através de embalagens, garantindo seu uso como esterilizante de materiais cirúrgicos em hospitais, como ataduras, suturas, e instrumentos cirúrgicos, ou removedor de pragas e microorganismos de temperos, peles e outros produtos. Isso permite esterilizar substâncias que sofreriam danos por técnicas de esterilização tais como pasteurização que baseiam-se em calor. A esterilização por óxido de etileno para a preservação de especiarias foi patenteado em 1938 pelo químico estadunidense Lloyd Hall, e é ainda usado com este fim. 
A esterilização por este método deve ser realizada em autoclave própria para o óxido de etileno. Além disso, esse método conserva os produtos esterilizados por não apresentar poder de corrosão.
Os métodos preferidos têm sido:
- A tradicional câmara de esterilização: onde uma câmara é preenchida com um misto de óxido de etileno e outros gases os quais são depois removidos por exaustão.
- O mais recente método da difusão gasosa: desenvolvido em 1967 o qual se coloca em bolsas que acondicionam os materiais a serem esterilizados e atua como uma minicâmara de maneira a consumir menos gás e fazer o processo economicamente mais atraente para pequenas demandas. Outros nomes para este método alternativo para pequenas cargas são: método Anprolene, método de esterilização em bolsas ou método de esterilização de microdoses.

O mecanismo de ação desse método de esterilização é por alquilação proteica, inativando a proteína. Lembrando: é a substituição de um átomo de hidrogênio de uma cadeia aromática por um radical alquila (são eles os radicais metil, etil, propil ou butil).
O aumento da umidade relativa aumenta o poder esterilizante do óxido de etileno, pois a água funciona como um solvente polar para promover reações covalentes entre o óxido de etileno e os micro-organismos, não se dissociando e intivando-os. Além disso, ainda está em avaliação a esterilização de materiais que seriam inicialmente de uso único, causando um impacto econômico positivo.
É importante ressaltar que os materiais devem ser previamente limpos antes de passar por esse processo.
Segundo um estudo, o óxido de etileno poderia causar impactos na proteína albumina sérica de humanos. No estudo, observaram a esterilização por óxido de etileno em seringas pré-preenchidas, constatando que o óxido de etileno potencialmente causaria degradação química nos produtos terapêuticos, formando adutos com resíduos de aminoácidos da proteína albumina sérica humana. Tal situação não foi encontrada com esterilização a vapor.
Seu gás é usado para esterilização a baixa temperatura de materiais que são sensíveis a temperatura e a pressão, ou seja que não podem ser autoclavados. O tratamento dura cerca de 4 horas sendo que após esse tempo o material deve manter-se em local arejado para que o óxido de etileno residual seja eliminado antes da sua utilização. Apesar da alta eficiência deste processo para a esterilização é importante salientar que tal gás é inflamável, explosivo e carcinogênico para animais de experimentação. A exposição aguda deste gás está relacionada com inflamação de vias aéreas, náuseas, diarreia, cefaleia, vertigens e até convulsões. Já, a exposição crônica do mesmo acarreta em infecções respiratórias, anemia e mudanças no comportamento. Assim sendo, o óxido de etileno não é utilizado na disponibilidade de outros métodos de esterilização aceitáveis. Ademais, a eficácia deste processo de esterilização é monitorado por meio do teste com esporos do Bacillus subtilis. Exemplos de outros gases utilizados para esterilização de materiais são formaldeído e beta-propiolactona.
A maioria do óxido de etileno, entretanto, é usado como um intermediário na produção de outras substâncias. O principal uso de óxido de etileno é na produção de etileno glicol. O uso primário final para o etileno glicol é na produção de polímeros de poliéster. Tal composto é mais comumente conhecido por seu uso como um refrigerante automotivo e anticongelante. Outros usos desse composto incluem solventes e surfactantes.
Porque de sua alta inflamabilidade e larga faixa de concentração explosiva no ar, o óxido de etileno é usado como um componente de explosivo ar-combustível.

## Mecanismo de ação
Graças às suas propriedades alquilantes, o óxido de etileno interage com diversas estruturas celulares, tais como cadeias protéicas, ácidos nucléicos, peptídeos, aminoácidos e enzimas. Nisso, átomos de hidrogênio dos grupos hidroxil e sulfidril são substituídos por radicais CnH2n+1. Isso causa dano e/ou morte de células vegetativas e de esporos microbianos. Já quando se liga irreversivelmente às bases nitrogenadas, impede-se a duplicação do material genético, o que inviabiliza a síntese proteica e a divisão celular consequente, seu principal efeito. 

## Cuidados e Riscos
Óxido de etileno pode causar explosões e incêndios, além de ser extremamente reativo, fazendo-o uma substância muito perigosa de se manipular. Seu vapor puro ou mistura com gases inertes ou ar podem se decompor explosivamente, dependendo da pressão, temperatura, concentração dele no ambiente, tipo, forma e energia da fonte de ignição, e o tipo de recipiente em questão. Sua decomposição explosiva em ambientes fechados pode ser suprimida pela cobertura com um gás inerte até a pressão de alcance não explosivo ser alcançada, sendo preferidos agentes com maior condutividade térmica.
Quando no estado líquido, também pode participar na decomposição, que começa na sua fase gasosa. Contudo, essa reação ocorre na última fase, a qual é criada por uma fonte de ignição e mantida pela evaporação do composto.
Outro perigo são as reações extremamente exotérmicas. Se traços de iniciadores de polimerização, como aminas, entrarem em contato com uma grande quantidade do composto, a polimerização se inicia e a velocidade de sua reação rapidamente cresce graças ao aumento na temperatura. Já que essa é segue um processo quase adiabático, há um súbito e veloz aumento na temperatura e pressão, que pode levar a ruptura do recipiente que contém a substância, sendo seguida por sua decomposição explosiva.
Fogos de isolamento também podem ocorrer se ele vazar para os materiais que fazem tal isolamento, como asbestos, silicato de cálcio ou de magnésio e lã mineral, por uma combinação de efeitos e reações já que, como outros compostos orgânicos, ele tem menor temperatura de autoignição em tais materiais. Essa autoignição também pode ser facilitada na sua isomerização em acetaldeído, que diminui a temperatura necessária para tal processo acontecer. Além disso, quando na presença de água, ele pode ser hidrolisado a etilenoglicol e se polimerizar a polietilenoglicol, com aparecimento de calor. Tanto o óxido de etileno, o acetaldeído ou o polietilenoglicol contido no material de isolamento podem ser oxidados pelo ar, criando pontos quentes nele que podem causar decomposição explosiva de tais vapores.
Desse modo, para prevenir situações perigosas envolvendo o óxido de etileno, deve-se evitar: seus vazamentos, seja na forma líquida ou gasosa; a entrada de ar, O2, ou impurezas reativas em seus recipientes; fontes de ignição e seu superaquecimento.

### Toxicidade
Trabalhadores que tiveram uma grande exposição aguda por via áerea tiveram sintomas como náusea, vômitos, desordens neurológicas, bronquite, enfisema e edema pulmonar. Já o contato dérmico ou ocular causou irritação de ambas as áreas.
Dentre os efeitos obtidos depois de uma exposição mais prolongada (baixos níveis por alguns anos) estão a irritação dos olhos, da pele e das vias aéreas, assim como efeitos no sistema nervoso, como dor de cabeça, náusea, perda de memória e dormência. A Agência de Proteção Ambiental da Califórnia (CalEPA) estimou, com base em estudo com ratos, que um valor de referência para exposição crônica por inalação de 0,03 mg/m3 ou 18 ppb.
Quando analisado seu efeito em cobaias femininas, viu-se que sua exposição por via aérea pode aumentar a taxa de abortos. Além disso, também viu-se que ocorrem outros efeitos envolvendo órgãos reprodutores como menores sítios de implantação, diminuição no peso dos testículos e na contagem de espermatozoides e degeneração testicular.
Quando analisado o risco de câncer, viu-se que trabalhadores que trabalham com a substância tem um número maior de casos de linfomas e câncer de mama. Além disso, já foi comprovado que o óxido de etileno, quando inalado, causa linfomas e tumores no cérebro, no pulmão, no tecido conjuntivo, no útero e nas glândulas mamárias, o que fez concluir sua capacidade carcinogênica.

#### Valores
Exposição ocular: 18 mg/6 horas (coelho)
Oral: 72 mg/kg (rato, LD50), 1,186 mg/kg (rato, TDLo), 5,112 mg/kg (rato, TD)
Inalação: 12,500 ppm (humano, TCLo), 960 ppm/4 hours (cachorro, LC50) 33–50 ppm (rato ou camundongo, TC), 800 ppm/4 hours (rato ou camundongo, LC50)
Injeção subcutânea: 100 mg/kg (gato, LDLo), 292 mg/kg (camundongo, TDLo) 908–2,576 mg/kg (camundongo, TD), 187 mg/kg (rato, LD50)
Injeção intraperitoneal: 750 mg/kg (camundongo, TDLo), 175 mg/kg (camundongo, LD50)
Injeção intravenosa: 175 mg/kg (coelho, LD50), 290 mg/kg (camundongo, LD50)